# Oligota speculicollis
Oligota speculicollis – gatunek chrząszczy z rodziny kusakowatych i podrodziny Aleocharinae.
Gatunek ten opisany został w 1945 roku przez Malcolma Camerona jako Paroligota speculicollis. Do rodzaju Oligota przeniesiony został w 1976 roku przez S.A. Williamsa.
Chrząszcz o ciele długości 1,6 mm i szerokości 0,65 mm, silnie wypukłym, ubarwionym żółtobrązowo, złociście owłosionym i prawie niepunktowanym. Pokrywy są wyraźnie szersze od przedplecza. Odwłok jest węższy niż przód ciała i ma na całej długości wyraźnie zaokrąglone boki. Powierzchnię tergitów zdobią drobne guzki, a czwartego i piątego także krótkie żeberka. Piąty tergit jest mniej więcej tak długi jak szósty. U samca środkowy płat edeagusa jest falisty i ku spiczastemu wierzchołkowi rozszerzony.
Owad endemiczny dla Nowej Zelandii.